# آبچلیک تالابی

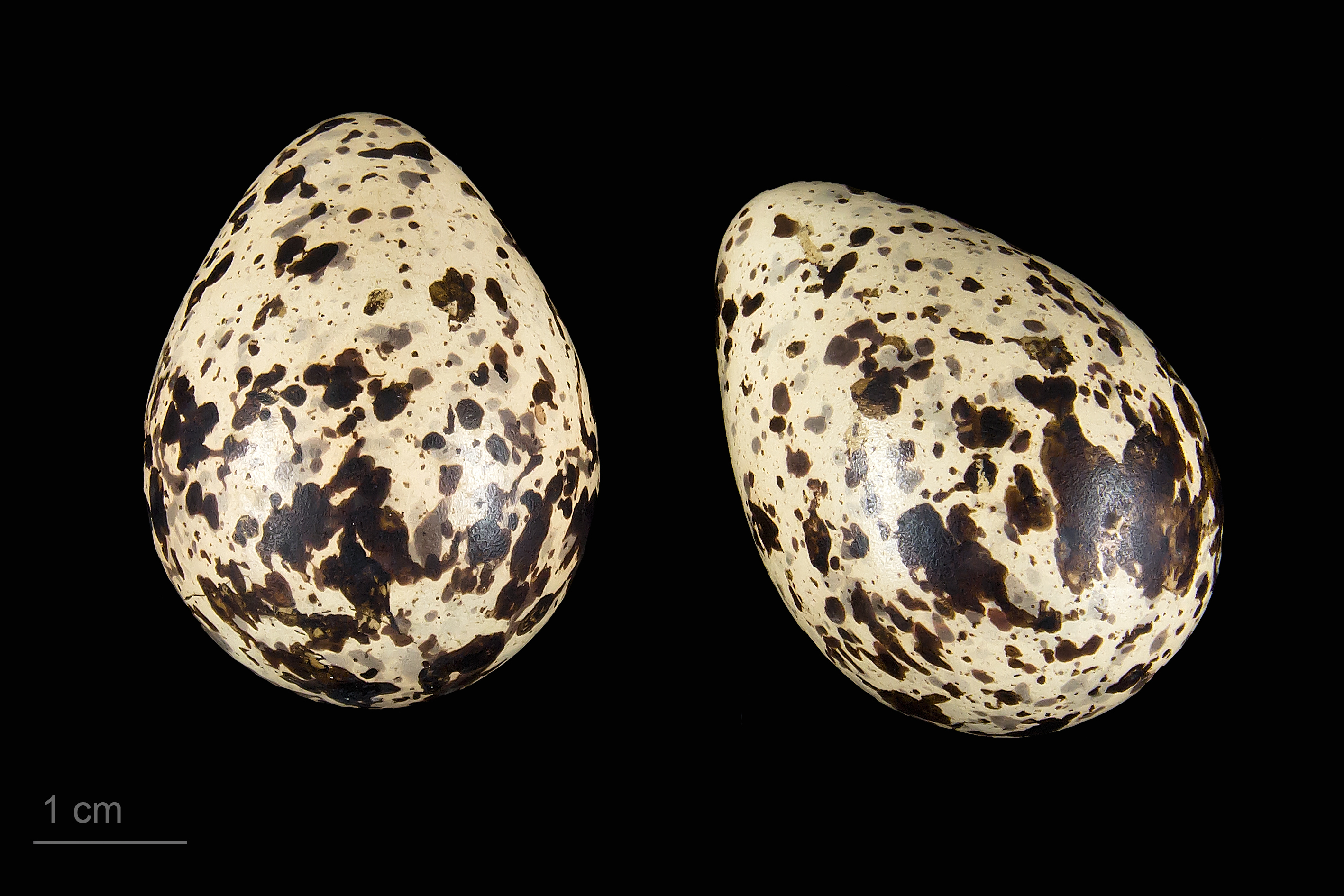
Tringa stagnatilis

آبچلیک تالابی (نام علمی: Tringa stagnatilis) نام یک گونه از سرده آبچلیک‌ها است.